# Nazuki Saxophone
Nazuki Saxophone（ナヅキ・サクソフォーン）は和歌山県和歌山市出身のサクソフォーン奏者。

## 来歴
小学校5年生で金管バンドに所属し、ユーフォニアムを担当。中学校で吹奏楽部に所属し、父のジャズ好きに影響されアルト・サクソフォーンを始める。和歌山県立星林高等学校国際交流科を卒業後、20歳から和歌山県内の中学、高校の吹奏楽部にレッスン講師として招かれる。中学高校合わせて12校にて指導を行った他、成見楽器店でも講師を務めた。関西外国語大学短期大学部英米語学科卒業。
21歳で音楽事務所「OFFICE TONE」に所属、プロのサクソフォーン奏者としてキャリアを開始。イベント、ブライダル、パーティでの演奏などを中心に活動する。
2019年には和歌山市内に自身の音楽事務所「N-Music Office」を設立、代表に就任した。
2020年にインドのアーティストMantuとAseemaPandaとのコラボレーションを果たし、2023年現在YouTubeにて再生回数1100万回再生を突破している。
2021年、日台友好楽曲「Be Proud」を和歌山市議会に寄贈。日本と台湾の友好交流の調印式にて両国の国歌独奏を行っている。同年、和歌山青年会議所より文化貢献者に贈られるアゼリア賞を受賞。
2022年4月よりロサンゼルスのTeam J Stationにて「Nazuki‘s Music Time」のメインパーソナリティを務める。同番組は人気上昇中の日本のミュージシャンを取材しロサンゼルスで紹介するというもので、HY、東京スカパラダイスオーケストラ、川崎鷹也などをゲストに招聘。同局番組「LA Morning Friday」に楽曲を提供。
同年7月にリリースされた『タイトルのない楽曲』を和歌山市教育委員会へ初等教育楽曲として寄贈、和歌山市内の公立小学校50校、および義務教育学校1校にて教材として使用される。11月26日にはアドベンチャーワールド にて開催された『HAPPY PANDA FES 2022』にオリジナルソングアーティストとして出演。パークオリジナルソングとして「Silky Kiss」を制作・演奏。他には地元和歌山市の観光発信人、2022年12月より和歌山県すさみ町の観光大使も務めている。

## エピソード
プロのミュージシャンとなったきっかけは、20歳の時に出場したクラシックコンクールで和歌山県代表として関西大会で審査員に「君の音は色んなひとを魅了させることができる。1人で活動し頑張って欲しい」」と評価されたこと。学生時代には肺活量が6000ccあったと言われている。

## ディスコグラフィ

### アルバム
| タイトル       | アーティスト | 発売日         | レーベル   | その他                                           |
| -------------- | ------------ | -------------- | ---------- | ------------------------------------------------ |
| やさしい嘘     | Nazuki       | 2020年12月5日  | HILOOFFICE | バラードアルバム                                 |
| Theory         | Nazuki       | 2021年2月14日  | HILOOFFICE | 和歌山市民図書館・蔦屋書店とのコラボ             |
| Sounds Good    | Nazuki       | 2021年6月30日  | HILOOFFICE | 初等教育英語楽曲                                 |
| Flügel         | Nazuki       | 2021年10月21日 | HILOOFFICE | POP ROCK MUSIC                                   |
| 題名のない楽曲 | Nazuki       | 2022年7月7日   | HILOOFFICE | 和歌山市内小学校52校に寄贈（和歌山市教育委員会） |

### 参加作品
| タイトル | アーティスト | 発売日     | レーベル         | その他                     |
| -------- | ------------ | ---------- | ---------------- | -------------------------- |
| DHAKDHAK | AseemaPanda  | 2020年12月 | Everything For U | インド初の日本人プレイヤー |